# مهداف
المِهْداف أو المُصَوِّبة هو جهاز بصري يساعد في توجيه العين وتصويب السلاح (Gunsight) أو آلة تصوير أو أي عدة أخرى نحو الهدف.

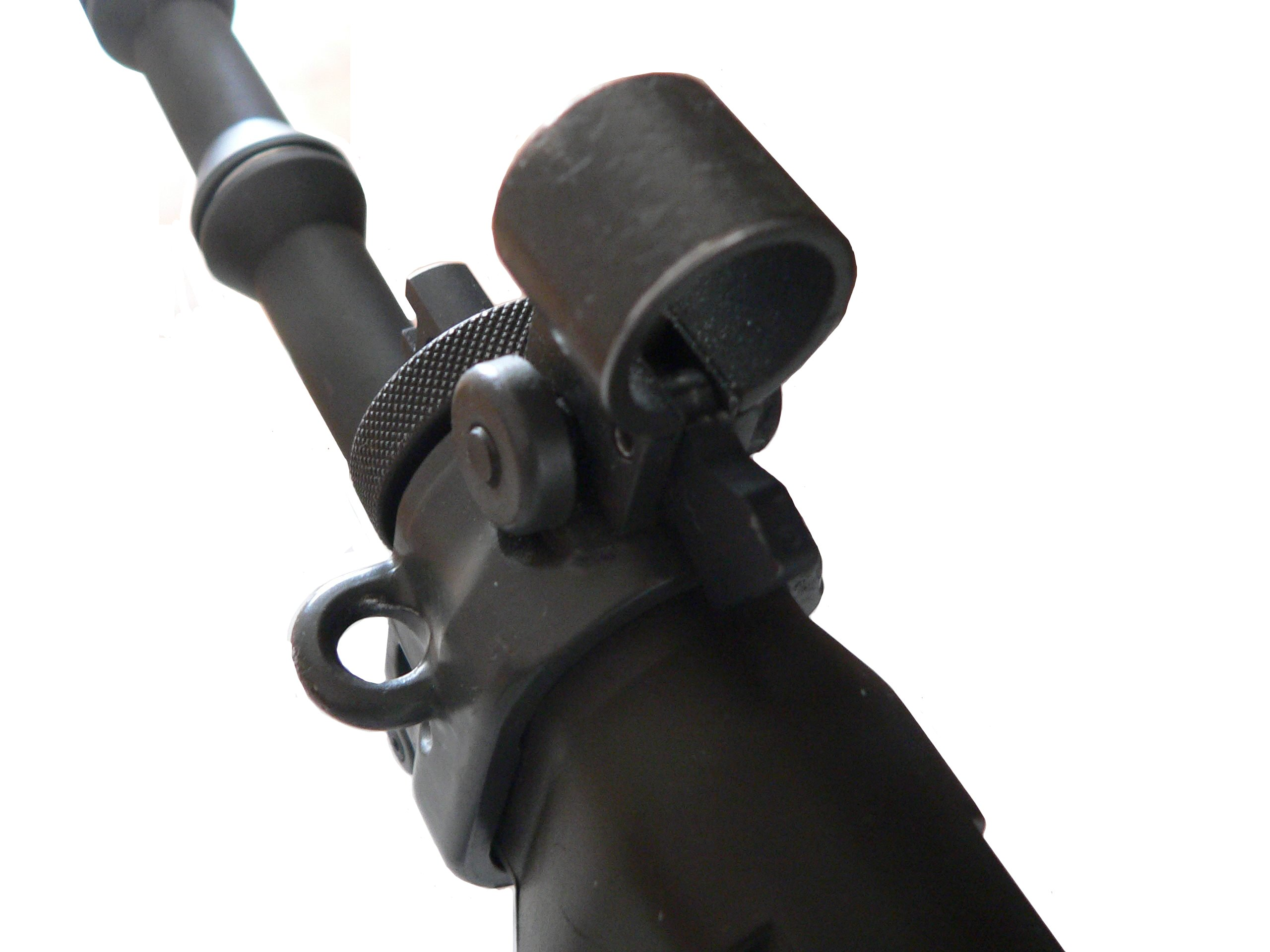
مهداف بندقية